# Борис Зајцев
Борис Михајлович Зајцев (рус. Борис Михайлович Зайцев; Москва, 13. март 1937 − Москва, 24. фебруар 2000) био је совјетски и руски хокејаш на леду који је током играчке каријере играо на позицијама голмана. Од 1964. члан је Хокејашке куће славних саовјетског и руског хокеја на леду, а исте године додељено му је и признање Заслужни мајстор спорта Совјетског Савеза. 
Зајцев је целокупну играчку каријеру која је трајала од 1957. до 1970. провео у екипи московског Динама са којим је током пет сезона освајао друго месту у националном првенству. У совјетском првенству одиграо је укупно 251 утакмицу. Најуспешнија му је била сезона 1963/64. када је увршет на списак од 34 најбоља играча сезоне.  
За сениорску репрезентацију Совјетског Савеза одиграо је свега 7 утакмица, а на међународној сцени дебитовао је на светском првенству 1963. на ком је совјетски тим освојио златну медаљу. Годину дана касније је са репрезентацијом освојио и титулу олимпијског победника на ЗОИ 1964. у аустријском Инзбруку. 
По окончању играчке каријере успешно је завршио тренерску школу на Московској државној академији за спорт и физичку културу, а потом је у периоду 1971−1997. радио и као инструктор хокеја у Динаму.